# Briefmarken-Jahrgang 2025 der Bundesrepublik Deutschland
Der Briefmarken-Jahrgang 2025 der Bundesrepublik Deutschland wurde am 15. Dezember 2023 vom zuständigen Bundesministerium der Finanzen vorgestellt und im Dezember 2024 konkretisiert. Geplant ist die Ausgabe von 52 Postwertzeichen.

## Liste der Ausgaben und Motive
Legende
- Bild: Eine bearbeitete Abbildung der genannten Marke. Das Verhältnis der Größe der Briefmarken zueinander ist in diesem Artikel annähernd maßstabsgerecht dargestellt. Sollten keine Marken abgebildet sein, liegt es daran, dass das Urheberrecht des Künstlers noch nicht erloschen ist.
- Beschreibung: Eine Kurzbeschreibung des Motivs und/oder des Ausgabegrundes. Bei ausgegebenen Serien oder Blocks werden die zusammengehörigen Beschreibungen mit einer Markierung versehen eingerückt.
- Wert: Der Frankaturwert der einzelnen Marke in Eurocent. Ein „+“ bedeutet, dass es sich um eine Zuschlagsmarke handelt (= Frankaturwert + Spende).
- Ausgabedatum: Das Datum des erstmaligen Verkaufs dieser Briefmarke.
- Auflage: Soweit bekannt, wird hier die zum Verkauf angebotene Anzahl dieser Ausgabe angegeben.
- Entwurf: Soweit bekannt, wird hier angegeben, von wem der Entwurf dieser Marke stammt.
- Mi.-Nr.: Diese Briefmarke wird im Michel-Katalog unter der entsprechenden Nummer gelistet.

| Sondermarken | Sondermarken | Sondermarken      | Sondermarken          | Sondermarken | Sondermarken                      | Sondermarken  | Sondermarken |
| ------------ | --- | ----------------- | --------------------- | ------------ | --------------------------------- | ------------- | ------------ |
| Bild         | Beschreibung | Werte in Eurocent | Ausgabe- datum (2025) | Auflage      | Entwurf                           | Mi.-Nr.       |              |
|              | Serie: Sehenswürdigkeiten in Deutschland - Rakotzbrücke | 95                | 2. Januar             | ?            | Chayenn Gutowski                  | 3877          |              |
|              | Serie: U-Bahn-Stationen - Bochum Rathaus Süd | 110               | 2. Januar             | ?            | Chayenn Gutowski                  | 3878          |              |
|              | 125 Jahre Bürgerliches Gesetzbuch – BGB | 95                | 2. Januar             | ?            | David Fischbach                   | 3879          |              |
|              | 100 Jahre Deutscher Akademischer Austauschdienst | 125               | 2. Januar             | ?            | Matthias Wittig                   | 3880          |              |
|              | 75 Jahre Müttergenesungswerk | 95                | 2. Januar             | ?            | Andrea Voß-Acker                  | 3881          |              |
|              | Spieltiere (90 Jahre fantasiereiches Spielen. Drei Löwen aus der Schleich Historie) | 95                | 2. Januar             | ?            | Chayenn Gutowski                  | 3882          |              |
|              | Plusmarken-Serie: Für die Wohlfahrtspflege – Helferinnen und Helfer der Menschheit 2.0 zur Unterstützung der Bundesarbeitsgemeinschaft der Freien Wohlfahrtspflege e.V. - Obdachlosenhilfe | 95+40             | 6. Februar            | ?            | Lynn Lehmann und Dennis Gärtner   | MH 131 3885   |              |
|              | - Suchthilfe | 110+45            | 6. Februar            | ?            | Lynn Lehmann und Dennis Gärtner   | 3886          |              |
|              | - Erziehungshilfen | 180+55            | 6. Februar            | ?            | Lynn Lehmann und Dennis Gärtner   | 3887          |              |
|              | 500 Jahre Wasunger Karneval | 110               | 6. Februar            | ?            | Michael Kunter                    | 3888          |              |
|              | 75. Internationale Filmfestspiele Berlin | 95                | 6. Februar            | ?            | Thomas Steinacker                 | 3889          |              |
|              | Plusmarken-Serie: Für die Wohlfahrtspflege – Helferinnen und Helfer der Menschheit 2.0 - Obdachlosenhilfe selbstklebend aus Folienblatt                                                    | 95+40             | 6. Februar            | ?            | Lynn Lehmann und Dennis Gärtner   | 3890 FB 146   |              |
|              | - Erziehungshilfen selbstklebend aus Folienblatt | 180+55            | 6. Februar            | ?            | Lynn Lehmann und Dennis Gärtner   | 3891 FB 147   |              |
|              | Serie: Street Art - Dreiklang – innerfields | 180               | 1. März               | ?            | Bettina Walter                    | 3893          |              |
|              | 250 Jahre TU Clausthal | 290               | 1. März               | ?            | Christopher Jung                  | 3894          |              |
|              | Der kleine Drache Kokosnuss | 95                | 1. März               | ?            | Chayenn Gutowski                  | 3895          |              |
|              | Der kleine Drache Kokosnuss selbstklebend aus Folienblatt | 95                | 1. März               | ?            | Chayenn Gutowski                  | 3897 FB 149   |              |
|              | Serie: Beliebte Haustiere - Kaninchen | 95                | 3. April              | ?            | Thomas Steinacker                 | 3899          |              |
|              | Serie: Zeitreise Deutschland - Chemnitz | 95                | 3. April              | ?            | Chayenn Gutowski                  | 3900          |              |
|              | 100. Geburtstag Hans Rosenthal | 95                | 3. April              | ?            | Iris Utikal und Michael Gais      | 3901          |              |
|              | Welttag des Buches – 200 Jahre Börsenverein des Deutschen Buchhandels | 255               | 3. April              | ?            | Chayenn Gutowski                  | 3902          |              |
|              | Plusmarken-Serie: Für den Sport zur Unterstützung der Stiftung Deutsche Sporthilfe - Fußball                                                                                               | 95+40             | 8. Mai                | ?            | Chayenn Gutowski                  | 3904          |              |
|              | - Handball | 110+45            | 8. Mai                | ?            | Chayenn Gutowski                  | 3905          |              |
|              | - Basketball | 180+55            | 8. Mai                | ?            | Chayenn Gutowski                  | 3906          |              |
|              | Serie: Europa - Nationale Archäologische Funde – UNESCO-Welterbe: Höhlen und Eiszeitkunst der Schwäbischen Alb Blockausgabe                                                                | 95                | 8. Mai                | ?            | Sandra Hoffmann Robbiani          | 3907 Block 94 |              |
|              | 100. Geburtstag Dietrich Fischer-Dieskau | 180               | 8. Mai                | ?            | Laucke Siebein                    | 3908          |              |
|              | Serie: Beliebte Urlaubsziele der Deutschen - Mallorca | 125               | 5. Juni               | ?            | Aaliyah Pauler und Bettina Walter | 3909          |              |
|              | 1000 Jahre Nienburg an der Weser | 95                | 5. Juni               | ?            | Kym Erdmann                       | 3910          |              |
|              | 75 Jahre ARD | 95                | 5. Juni               | ?            | Susanne Stahl                     | 3911          |              |
|              | Internationaler Tag des Spielens | 95                | 5. Juni               | ?            | Our LEGO® Agency EMEA             | 3912          |              |
|              | Internationales Jahr der Quantenwissenschaften und -technologie | 330               | 5. Juni               | ?            | Frank Philippin                   | 3913          |              |
|              | Serie: Historische Bauwerke in Deutschland - Speicherstadt Hamburg | 95                | 3. Juli               | ?            | Jan-Niklas Kröger                 | 3914          |              |
|              | Serie: Nationale Naturmonumente - Weltenburger Enge Blockausgabe | 180               | 3. Juli               | ?            | Marvin Hüttermann                 | 3915 Block 95 |              |
|              | Serie: Superhelden - Superman | 95                | 3. Juli               | ?            | Jan-Niklas Kröger                 | 3916          |              |
|              | Serie: Historische Bauwerke in Deutschland - Speicherstadt Hamburg selbstklebend aus Markenheftchen                                                                                        | 95                | 3. Juli               | ?            | Jan-Niklas Kröger                 | 3917 MH 132   |              |
|              | Plusmarken-Serie: Für die Jugend – zurückgekehrte Wildtiere zur Unterstützung der Stiftung Deutsche Jugendmarke e.V. Seeadler                                                              | 95+40             | 7. August             | ?            | Thomas Steinacker                 | 3918          |              |
|              | Biber | 110+45            | 7. August             | ?            | Thomas Steinacker                 | 3919          |              |
|              | Wolf | 180+55            | 7. August             | ?            | Thomas Steinacker                 | 3920          |              |
|              | Serie: Frauen im Widerstand gegen den Nationalsozialismus - Donata Helmrich | 95                | 7. August             | ?            | Annette le Fort und André Heers   | 3921          |              |
|              | 75 Jahre Technisches Hilfswerk | 95                | 7. August             | ?            | Team Rogger                       | 3922          |              |
|              | Serie: Tag der Briefmarke - Schätze der Philatelie – Sachsendreier | 95+40             | 4. September          | ?            |                                   | 3…            |              |
|              | Serie: Deutsche Fernsehlegenden - Das Boot | 95                | 4. September          | ?            |                                   | 3…            |              |
|              | Serie: Superhelden - Wonder Woman | 95                | 4. September          | ?            |                                   | 3…            |              |
|              | 25 Jahre Bernd das Brot | 95                | 4. September          | ?            |                                   | 3…            |              |
|              | Udo Jürgens | 110               | 4. September          | ?            |                                   | 3…            |              |
|              | Serie: Helden der Kindheit - Bugs Bunny | 95                | 2. Oktober            | ?            |                                   | 3…            |              |
|              | - Tom und Jerry | 95                | 2. Oktober            | ?            |                                   | 3…            |              |
|              | Serie: Historische Bauwerke in Deutschland - Semperoper | 180               | 2. Oktober            | ?            |                                   | 3…            |              |
|              | Plusmarken-Serie: Weihnachten zur Unterstützung der Bundesarbeitsgemeinschaft der Freien Wohlfahrtspflege e.V. - Kirchenfenster                                                            | 95+40             | 3. November           | ?            |                                   | 3…            |              |
|              | Serie: Legenden der Pop-/Rockmusik - Tina Turner | 95                | 3. November           | ?            |                                   | 3…            |              |
|              | 200. Geburtstag Henriette Goldschmidt | 110               | 3. November           | ?            |                                   | 3…            |              |
|              | Weihnachten/Winter | 95                | 3. November           | ?            |                                   | 3…            |              |
|              | 150. Geburtstag Bernhard Lichtenberg | 95                | 4. Dezember           | ?            |                                   | 3…            |              |
|              | 100. Geburtstag Hildegard Knef | 95                | 4. Dezember           | ?            |                                   | 3…            |              |
|              | Stolpersteine | 110               | 4. Dezember           | ?            |                                   | 3…            |              |
| Dauermarken  | |                   |                       |              |                                   |               |              |
| Bild         | Beschreibung | Werte in Eurocent | Ausgabe- datum (2025) | Auflage      | Entwurf                           | Mi.-Nr.       |              |
|              | Serie: Welt der Briefe - Briefburg | 125               | 2. Januar             | ?            | Bettina Walter                    | 3875          |              |
|              | - Windsurfbrief | 290               | 2. Januar             | ?            | Bettina Walter                    | 3876          |              |
|              | - Luftpost selbstklebend aus Folienblatt | 110               | 2. Januar             | ?            | Bettina Walter                    | 3883 FB 144   |              |
|              | - Windsurfbrief selbstklebend aus Folienblatt | 290               | 2. Januar             | ?            | Bettina Walter                    | 3884 FB 145   |              |
|              | - Briefzelt | 330               | 1. März               | ?            | Bettina Walter                    | 3892          |              |
|              | - Briefburg selbstklebend aus Folienblatt | 125               | 1. März               | ?            | Bettina Walter                    | 3896 FB 148   |              |
|              | - Blumenbrief | 95                | 3. April              | ?            | Bettina Walter                    | 3898          |              |
|              | - Blumenbrief selbstklebend aus Folienblatt | 95                | 3. April              | ?            | Bettina Walter                    | 3903 FB 150   |              |

## Portostufen
Die Bundesnetzagentur hat im November 2024 einen Preiserhöhungsspielraum für die Deutsche Post AG genehmigt.
Die Deutsche Post hat daraufhin bekannt gegeben, welche Porti und Leistungsentgelte sie ab 2025 verlangen möchte (vorbehaltlich der Genehmigung der Bundesnetzagentur). Erstmals wird es damit keinen Unterschied zwischen einem Standardbrief und einer Postkarte geben. 
| Produkt                 | Abmessungen                                                    | Gewicht                     | Deutschland | International |
| ----------------------- | -------------------------------------------------------------- | --------------------------- | ----------- | ------------- |
| Standardbrief           | Höchstmaße: 235 × 125 × 5 mm                                   | Gewicht bis 20 g            | 0,95 €      | 1,25 €        |
| Kompaktbrief            | Höchstmaße: 235 × 125 × 10 mm                                  | Gewicht bis 50 g            | 1,10 €      | 1,80 €        |
| Großbrief               | Höchstmaße: 353 × 250 × 20 mm                                  | Gewicht bis 500 g           | 1,80 €      | 3,30 €        |
| Maxibrief               | Höchstmaße: 353 × 250 × 50 mm                                  | Gewicht bis 1.000 g         | 2,90 €      | 6,50 €        |
| Maxibrief               | Höchstmaße: L + B + H = 900 mm (keine Seite länger als 600 mm) | Gewicht bis 2.000 g         | 5,10 €      | 17,00 €       |
| Postkarte               | Höchstmaße: 235 × 125 mm                                       | Flächengewicht 150–500 g/m² | 0,95 €      | 1,25 €        |
| Warensendung            | Höchstmaße: 353 × 250 × 50 mm                                  | Gewicht bis 1.000 g         | 2,55 €      | –             |
| Warensendung            | Höchstmaße: 353 × 250 × 50 mm                                  | Gewicht bis 2.000 g         | 3,40 €      | –             |
| Zusatzleistungen        |                                                                |                             |             |               |
| Einschreiben            | –                                                              | –                           | + 2,65 €    | + 3,70 €      |
| Einschreiben Einwurf    | –                                                              | –                           | + 2,35 €    | –             |
| Einschreiben Rückschein | –                                                              | –                           | + 4,85 €    | + 5,90 €      |
| Einschreiben Wert       | –                                                              | –                           | + 4,45 €    | –             |